# Acy
Pour les articles homonymes, voir Acy.
Acy est une commune française située dans le département de l'Aisne en région Hauts-de-France.
La commune est divisée en deux parties : Acy-le-haut et Acy-le-bas.

## Géographie

### Communes limitrophes
| Venizel         | Missy-sur-Aisne | Sermoise      |
| Billy-sur-Aisne | Acy             | Ciry-Salsogne |
| Septmonts       | Ambrief         | Serches       |

### Hydrographie
La commune est située dans le bassin Seine-Normandie. Elle est drainée par l'Aisne, le cours d'eau 01 du Marais Maudit, le ru Preux et le fossé de Fontenaille,,.
L'Aisne est un  cours d'eau naturel navigable de 256 km de longueur, traversant les cinq départements Meuse, Marne, Ardennes, Aisne, Oise. Elle est un affluent de rive gauche de l'Oise, ce qui fait d'elle un sous-affluent de la Seine. Elle constitue une limite naturelle nord de la commune.

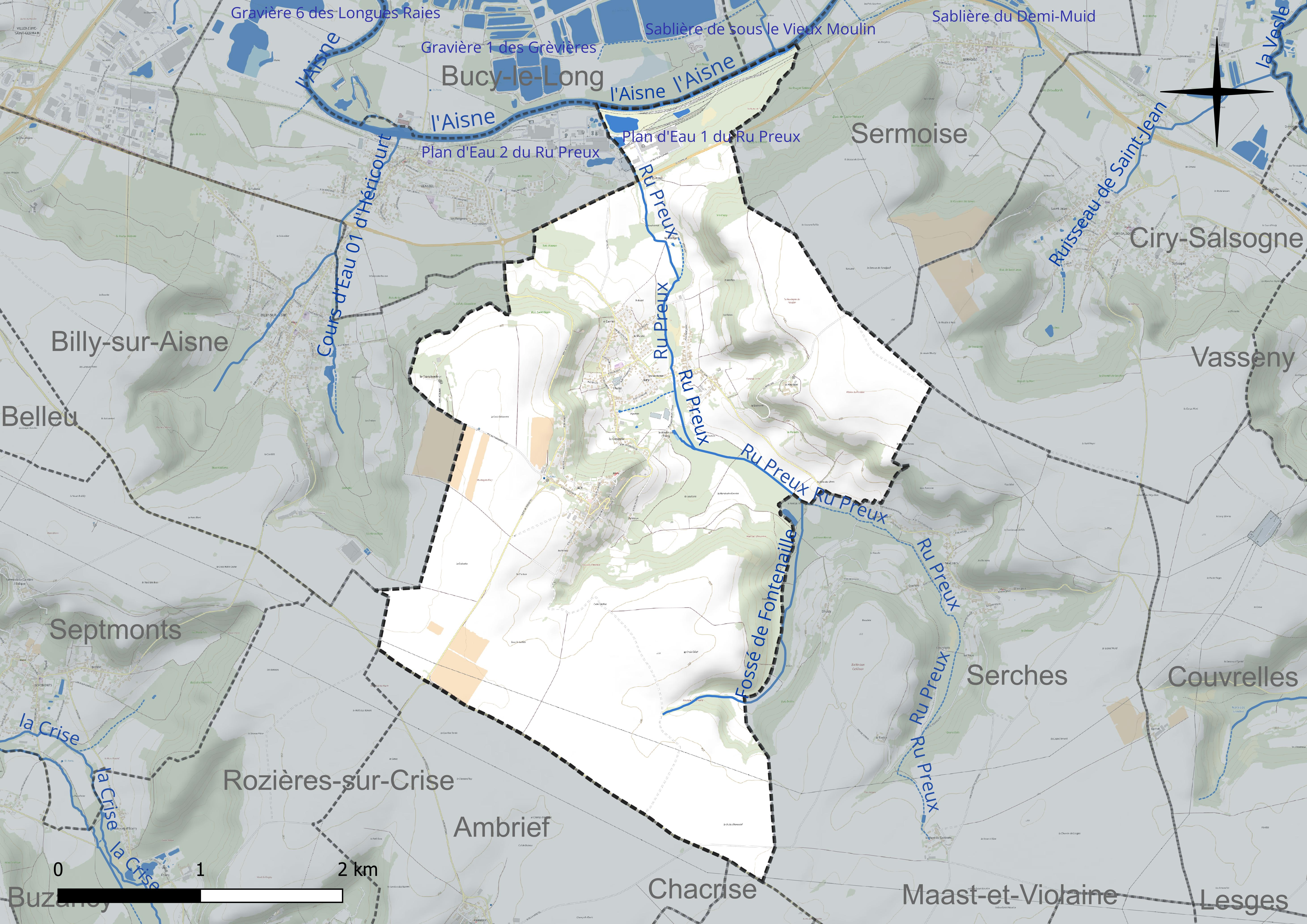
Réseau hydrographique d'Acy.

Un plan d'eau complète le réseau hydrographique : le plan d'eau 1 du Ru Preux (2,1 ha),.

### Climat
Pour des articles plus généraux, voir Climat des Hauts-de-France et Climat de l'Aisne.
En 2010, le climat de la commune est de type climat océanique dégradé des plaines du Centre et du Nord, selon une étude du CNRS s'appuyant sur une série de données couvrant la période 1971-2000. En 2020, Météo-France publie une typologie des climats de la France métropolitaine dans laquelle la commune est exposée à un climat océanique altéré et est dans la région climatique Nord-est du bassin Parisien, caractérisée par un ensoleillement médiocre, une pluviométrie moyenne régulièrement répartie au cours de l'année et un hiver froid (3 °C).
Pour la période 1971-2000, la température annuelle moyenne est de 10,5 °C, avec  une amplitude thermique annuelle de 15,3 °C. Le cumul annuel moyen de précipitations est de 740 mm, avec 11,6 jours de précipitations en janvier et 8,3 jours en juillet. Pour la période 1991-2020 la température moyenne annuelle observée sur la station météorologique la plus proche, située sur la commune de Braine à 9 km à vol d'oiseau, est de 11,3 °C et le cumul annuel moyen de précipitations est de 662,7 mm,. Pour l'avenir, les paramètres climatiques de la commune estimés pour 2050 selon différents scénarios d'émission de gaz à effet de serre sont consultables sur un site dédié publié par Météo-France en novembre 2022.

## Urbanisme

### Typologie
Au 1er janvier 2024, Acy est catégorisée bourg rural, selon la nouvelle grille communale de densité à 7 niveaux définie par l'Insee en 2022.
Elle est située hors unité urbaine. Par ailleurs la commune fait partie de l'aire d'attraction de Soissons, dont elle est une commune de la couronne,. Cette aire, qui regroupe 92 communes, est catégorisée dans les aires de 50 000 à moins de 200 000 habitants,.

### Occupation des sols
L'occupation des sols de la commune, telle qu'elle ressort de la base de données européenne d'occupation biophysique des sols Corine Land Cover (CLC), est marquée par l'importance des territoires agricoles (70,9 % en 2018), en diminution par rapport à 1990 (71,9 %). La répartition détaillée en 2018 est la suivante : 
terres arables (68,6 %), forêts (20,3 %), zones urbanisées (7,4 %), zones agricoles hétérogènes (2,3 %), zones industrielles ou commerciales et réseaux de communication (1,5 %).
L'évolution de l'occupation des sols de la commune et de ses infrastructures peut être observée sur les différentes représentations cartographiques du territoire : la carte de Cassini (XVIIIe siècle), la carte d'état-major (1820-1866) et les cartes ou photos aériennes de l'IGN pour la période actuelle (1950 à aujourd'hui).

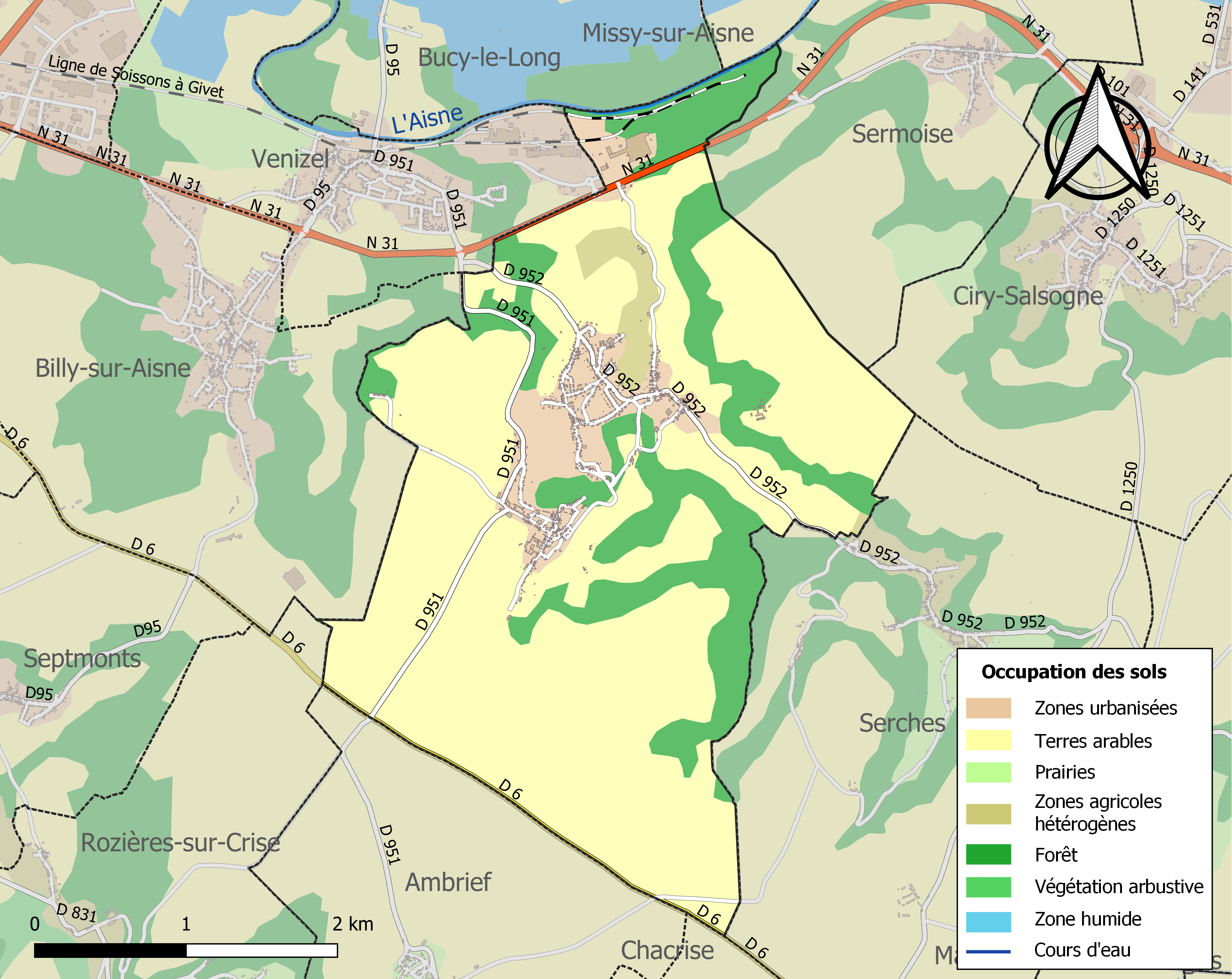
Carte des infrastructures et de l'occupation des sols de la commune en 2018 (CLC).

## Toponymie

### Toponymie
Le nom du village apparaît pour la première fois en 868 sous l'appellation latine de Absiacus, cartulaire de l'abbaye Notre-Dame de Soissons.  Ce nom évoluera ensuite de nombreuses fois en fonction des différents transcripteurs : Aciacum, Acceium, Ascy, Aciacum-supra-Billiacum, Aceyum, Acyacum-propre-Suessinnem, Acy-devant Soissons, Assy, Aacy  et enfin l'orthographe actuelle Acy sur la carte de Cassini au milieu du XVIIIe siècle.
Ernest Nègre fait dériver ce toponyme de l'anthroponyme latin Acius.
Achy en picard.
En raison du fort dénivelé entre les différents points de la commune (de 42 m à 165 m), les habitants d'Acy avaient reçu le sobriquet de « Chats » au XIXe siècle.

## Histoire
Au Moyen Âge, Acy est le siège d'une vicomté tenue aux XIVe siècle et XVe siècle par de grandes familles. Une héritière de la vicomté Blanche d'Aurebruche, à la vie tumultueuse va laisser une trace particulière dans l'Histoire.
Le 22 juin 1940, durant la Seconde Guerre mondiale, durant les combats le 71e régiment d'infanterie perd 193 hommes le même jour dans la commune.

## Politique et administration

### Découpage territorial
La commune d'Acy est membre de l'intercommunalité GrandSoissons Agglomération, un établissement public de coopération intercommunale (EPCI) à fiscalité propre créé le 29 décembre 1999 dont le siège est à Cuffies. Ce dernier est par ailleurs membre d'autres groupements intercommunaux.
Sur le plan administratif, elle est rattachée à l'arrondissement de Soissons, au département de l'Aisne et à la région Hauts-de-France. Sur le plan électoral, elle dépend du  canton de Soissons-2 pour l'élection des conseillers départementaux, depuis le redécoupage cantonal de 2014 entré en vigueur en 2015, et de la cinquième circonscription de l'Aisne  pour les élections législatives, depuis le dernier découpage électoral de 2010.

### Liste des maires
| Période                                  | Période                       | Identité            | Étiquette | Qualité           |
| ---------------------------------------- | ----------------------------- | ------------------- | --------- | ----------------- |
| Les données manquantes sont à compléter. |                               |                     |           |                   |
| mars 2001                                | 2014                          | Pierre Fourrier     | SE        |                   |
| 2014                                     | juillet 2020                  | Bertrand Pénasse    | SE        | Retraité          |
| juillet 2020                             | octobre 2021 (Démission)      | Dominique Mathault  |           |                   |
| janvier 2022                             | En cours (au 14 juillet 2022) | Guillaume Bourgeois |           | Chef d'entreprise |

## Démographie
L'évolution du nombre d'habitants est connue à travers les recensements de la population effectués dans la commune depuis 1793. Pour les communes de moins de 10 000 habitants, une enquête de recensement portant sur toute la population est réalisée tous les cinq ans, les populations de référence des années intermédiaires étant quant à elles estimées par interpolation ou extrapolation. Pour la commune, le premier recensement exhaustif entrant dans le cadre du nouveau dispositif a été réalisé en 2006.

En 2022, la commune comptait 1 013 habitants, en évolution de +0,5 % par rapport à 2016 (Aisne : −1,97 %, France hors Mayotte : +2,11 %).
| 1793 | 1800 | 1806 | 1821 | 1831 | 1836 | 1841 | 1846 | 1851 |
| ---- | ---- | ---- | ---- | ---- | ---- | ---- | ---- | ---- |
| 626  | 543  | 712  | 661  | 715  | 710  | 691  | 706  | 699  |

| 1856 | 1861 | 1866 | 1872 | 1876 | 1881 | 1886 | 1891 | 1896 |
| ---- | ---- | ---- | ---- | ---- | ---- | ---- | ---- | ---- |
| 715  | 700  | 668  | 670  | 624  | 625  | 653  | 590  | 637  |

| 1901 | 1906 | 1911 | 1921 | 1926 | 1931 | 1936 | 1946 | 1954 |
| ---- | ---- | ---- | ---- | ---- | ---- | ---- | ---- | ---- |
| 627  | 652  | 633  | 602  | 747  | 774  | 759  | 812  | 832  |

| 1962 | 1968 | 1975 | 1982 | 1990 | 1999 | 2006 | 2011 | 2016  |
| ---- | ---- | ---- | ---- | ---- | ---- | ---- | ---- | ----- |
| 962  | 924  | 922  | 992  | 985  | 951  | 907  | 989  | 1 008 |

| 2021  | 2022  | - | - | - | - | - | - | - |
| ----- | ----- | - | - | - | - | - | - | - |
| 1 016 | 1 013 | - | - | - | - | - | - | - |

## Enseignement
- Écoles Charles-Chevallier (primaire et maternelle).

## Culture locale et patrimoine

### Lieux et monuments
- Église Saint-Médard d'Acy.
- Le monument aux morts est assez original. De style Art déco, L'Ange de l'Apocalypse, sculpteur Henri Charlier, il est surmonté d'un ange tenant un livre ou un registre dans la main droite. Le sculpteur était ami avec la famille Desvallières et avec le maire de l'époque.

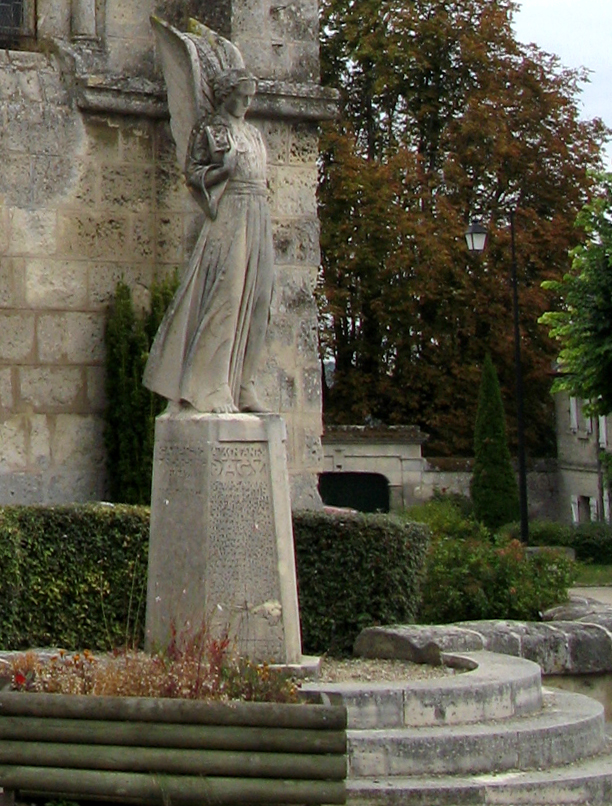
Le monument aux morts.
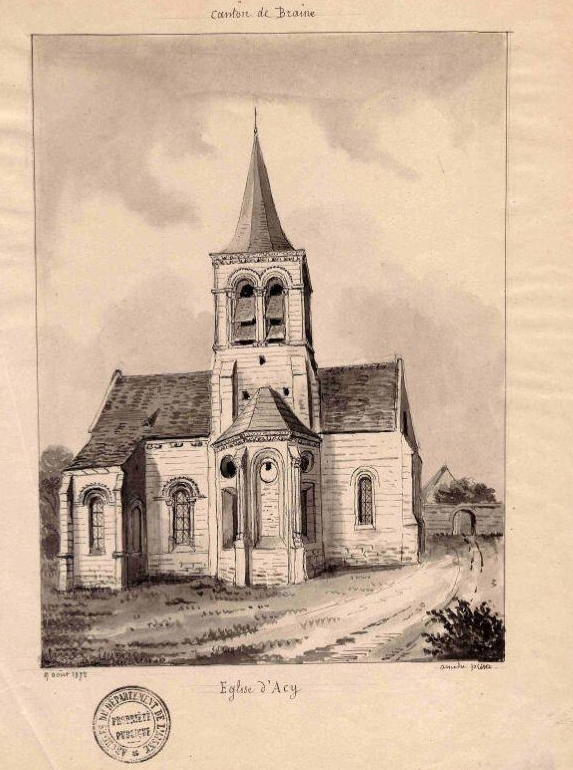
Dessin de l'église par Amédée Piette (1808-1803).

### Héraldique
| Blason de Acy | Blason  | D'or à trois serres d'aigle de gueules armées d'argent. |
| Blason de Acy | Détails | Le statut officiel du blason reste à déterminer.        |

## Pour approfondir